# Livano Comenencia
Livano Comenencia (* 3. Februar 2004 in Breda) ist ein niederländischer Fußballspieler. Er spielt bei Juventus Turin und ist niederländischer Nachwuchsnationalspieler.

## Karriere

### Vereinsfußball
Livano Comenencia wurde in Breda geboren und spielte bis 2012 bei TVC Breda, ehe er in die Fußballschule von PSV Eindhoven wechselte. Am 16. August 2021 gab er bei einer 0:1-Niederlage im Zweitligaspiel gegen den FC Den Bosch sein Debüt für die zweite Mannschaft. Spätestens ab Dezember 2021 kam Comenencia in der Saison 2021/22 häufiger für die Zweitvertretung zum Einsatz und gehörte bei seinen insgesamt 26 Einsätzen in 18 Spielen zur Anfangself.
Im Sommer 2023 wechselte Comenencia in die zweite Mannschaft des italienischen Rekordmeisters Juventus Turin, für die er in der Serie C zum Einsatz kommt.

### Nationalmannschaft
Livano Comenencia kam am 30. Januar 2019 beim 2:0-Sieg im Testspiel im spanischen San Pedro del Pinatar gegen Ungarn zu seinem ersten Einsatz für die U15-Junioren der Niederlande. Er kam bis Mai 2019 zu sieben Einsätzen und schoss dabei zwei Tore. Von November 2019 bis Februar 2020 kam Comenencia zu drei Spielen für die U16 der Niederlande, danach lief er von September 2021 bis November 2021 in sechs Partien für die U18-Nationalmannschaft der Niederländer auf und schoss dabei ein Tor. 2022 lief er für die ist er niederländische U19 auf, 2023 absolvierte Comenencia seine bisher einzige Partie für die U20-Nationalmannschaft der Niederlande.